# Vindula erotoides
Vindula erotoides är en fjärilsart som beskrevs av Nicéville 1896. Vindula erotoides ingår i släktet Vindula och familjen praktfjärilar. Inga underarter finns listade i Catalogue of Life.